# Новоруська сільська рада
| Новоруська сільська рада — орган місцевого самоврядування у Павлоградському районі Дніпропетровської області з адміністративним центром у с. Нова Русь. Сільській раді підпорядковані населені пункти: - с. Нова Русь - с. Зелене - с. Мар'ївка |

## Склад ради
Рада складається з 14 депутатів та голови.

## Керівний склад сільської ради
| ПІБ                        | Основні відомості                                                                        | Дата обрання | Дата звільнення |
| -------------------------- | ---------------------------------------------------------------------------------------- | ------------ | --------------- |
| Безкровний Сергій Петрович | Сільський голова, 1975 року народження, освіта, член Політичної партії «Трудова Україна» | 26.03.2006   | 31.10.2010      |
| Безкровний Сергій Петрович | Сільський голова, 1975 року народження, освіта вища, член Партії регіонів                | 31.10.2010   |                 |

Примітка: таблиця складена за даними джерела